# Корн, Роланд

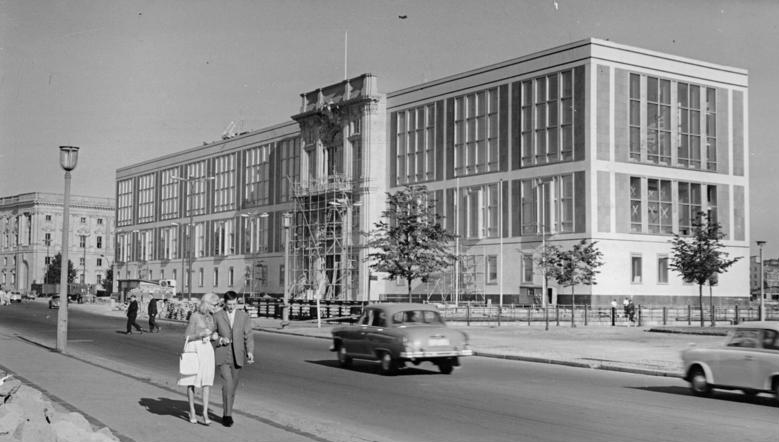
Здание Государственного совета ГДР с интегрированным в него порталом Городского дворца. 1964

Роланд Корн (нем. Roland Korn; род. 11 мая 1930, Зальфельд) — немецкий архитектор. Известен благодаря проектам многих репрезентативных зданий в столице ГДР.

## Биография
Роланд Корн родился в семье монтажника, по окончании школы учился на каменьщика. В 1948—1951 годах обучался в профессиональном строительном училище в Готе. Работал инженером-строителем в области проектирования в Берлине. До 1955 года сотрудничал с архитектором по интерьерам Хансом Эрихом Богацким в бюро Курта В. Лейхта, «генерального проектировщика первого социалистического города Сталинштадта».
В 1959—1961 годах по победившему в конкурсе проекту Роланда Корна в Магдебурге было построено здание бассейна. Вскоре после этой работы его пригласили руководить коллективом, работавшим над возведением здания Государственного совета ГДР. Корн отвечал за встраивание в него портала Эозандера из Городского дворца с балконом.
Следующим крупным шагом в карьере Корна стал проект его коллектива под руководством Ганса Гротеволя по реконструкции площади Александерплац в 1964 году. Корну поручили проект нового отеля, который должен был стать панданом к одновременно возводившейся Берлинской телебашне и «самым высоким жилым зданием ГДР». Вместе с Хайнцем Шарлиппом и Хансом Богацким Роланд Корн подготовил проект Interhotel Stadt Berlin. В 1968—1971 годах на обновлённой Александерплац под руководством Корна был возведён 18-этажный Дом путешествий, похожий на корабль викингов. Без отрыва от работы Роланд Корн обучался в Веймарской высшей школе архитектуры и строительства.
В Чили по приглашению правительства Сальвадора Альенде Роланд Корн разрабатывал проект деревянных модульных жилых домов, которые в кратчайшие сроки избавили бы страну от трущоб. Спустя год ввиду осложнения политической обстановки посол ГДР в Чили отправил его назад на родину. По возвращении в 1973 году Корн был назначен главным архитектором Восточного Берлина. Перед ним была поставлена новая трудная задача — возвести абсолютно новый жилой район на 250 тыс. человек, современные районы Марцан и Хеллерсдорф. При подготовке проектировщики ознакомились с подобными районами в Праге и Москве. Массовое жилищное строительство продолжалось в Марцане до 1989 года. Коллектив проектировщиков под руководством Корна работал над реконструкцией исторического центра Николаифиртель. После 1989 года и до выхода на пенсию в 1998 году Корн работал в собственном бюро.